# Protium pallidum
Protium pallidum är en tvåhjärtbladig växtart som beskrevs av José Cuatrecasas. Protium pallidum ingår i släktet Protium och familjen Burseraceae. Inga underarter finns listade i Catalogue of Life.